# Нейтрофільний ерліхіоз
Нейтрофільний ерліхіоз (також Ерліхіоз, який спричинює Ehrlichia ewingii) — інфекційна хвороба з групи ерліхіозів. Облігатна внутрішньоклітинна бактерія Ehrlichia ewingii, яка не піддається звичайній для бактерій культивації на штучних поживних середовищах, раніше відома лише як собачий патоген, є останнім виявленим збудником ерліхіозу людини. E. ewingii — єдиний вид Ehrlichia, який, як відомо, уражає нейтрофіли.

## Етіологія
Ehrlichia ewingii є грамнегативною бактерією, сферичної форми з хвилястою зовнішньою мембраною, на якій немає пептидогліканового шару або будь-яких ліпополісахаридів. Здебільшого використовує механізми клітин-хазяїв для реплікації свого геному. Незважаючи на те, що сам геном не був секвенований, використання клітини-хазяїна для реплікації відомо на основі порівняння з іншими видами ерліхій. Оскільки Ehrlichia ewingii не здатна синтезувати всі органічні сполуки, необхідні для росту, також відома як ауксотроф, бактерії потрібен хазяїн для росту та виживання. Ehrlichia ewingii не можна культивувати в ряді клітинних ліній, що означає, що вивчення цього організму залежить від вилучення з членистоногих і хребетних.

## Епідеміологічні особливості
Збудник передається людині кліщем Amblyomma americanum. Цей кліщ також може передавати Ehrlichia chaffeensis, бактерію, яка спричинює моноцитарний ерліхіоз людини.

## Клінічні прояви
У хворих може спостерігатися гарячка, головний біль, міалгії та нездужання. Ці прояви вкрай неспецифічні, що практично унеможливлює клінічну діагностику хвороби.

## Лікування
Як препарат першої ланки для етіотропного лікування застосовують доксициклін. Можлива комбінація з рифампіцином. 